# Římskokatolická farnost Studnice
Římskokatolická farnost Studnice je územním společenstvím římských katolíků v rámci náchodského vikariátu královéhradecké diecéze.

## O farnosti

### Historie
Kostel ve Studnicích vznikl v 17. století původně jako domácí kaple rodu Straků z Nedabylic, majitelů zdejší tvrze. Kaple byla rozšířena roku 1717 a 1764. V roce 1785 byla v obci zřízena lokálie, ze které byla později zřízena samostatná farnost.

### Současnost
Farnost Studnice je administrována ex currendo z Náchoda.
| Kostel                          | Místo    | Bohoslužba                 | Bohoslužba             | Poznámka     |
| ------------------------------- | -------- | -------------------------- | ---------------------- | ------------ |
| Kaple Nejsvětější Trojice       | Lhotky   | neslouží se pravidelně     | neslouží se pravidelně | obecní kaple |
| Kostel svatého Jana Nepomuckého | Studnice | neděle 1. čtvrtek v měsíci | 8.00 18.00             | farní kostel |
| Kaple Panny Marie Sněžné        | Žernov   | neslouží se pravidelně     | neslouží se pravidelně | obecní kaple |